# Abigail Marsh
Pour les articles homonymes, voir Marsch.
Abigail Marsh est une psychologue et neuroscientifique américaine, professeure au département de psychologie et de neurosciences interdisciplinaires de l'université de Georgetown. Elle y dirige le laboratoire de neurosciences sociales et affectives .

## Formation
Abigail Marsh est née en 1976 à Tacoma, dans l'État de Washington,,.
Titulaire d'un BA de psychologie obtenu au Dartmouth College en 1999 , elle poursuit ses études à Harvard, où elle obtient un doctorat en psychologie sociale en 2004,.

## Carrière
Après avoir obtenu son diplôme de Harvard, elle travaille comme chercheuse postdoctorale au National Institute of Mental Health, à Bethesda, jusqu'en 2008,. Elle est ensuite nommée à l'université de Georgetown.
Abigail Marsh mène des recherches sur l'empathie, l'altruisme et des sujets connexes en utilisant différentes méthodes, telles que l'imagerie cérébrale et la pharmacologie . Ses recherches ont été financées par les National Institutes of Health, la National Science Foundation et la Fondation John Templeton,. Elle est membre du conseil consultatif de Donor to Donor, une organisation qui promeut le don de rein de donneurs vivants,.
Elle a écrit des articles dans divers périodiques, spécialisés ou non, comme Slate, Psychology Today, Business Insider, The Guardian, NPR, The Wall Street Journal et The Chronicle of Higher Education,,.

### Recherche
Une grande partie du travail d'Abigail Marsh porte sur l'altruisme et sur les raisons pour lesquelles les gens peuvent aider les autres en prenant des risques pour eux-mêmes,.
Ses recherches ont fourni plus d'informations sur le complexe amygdalien, un noyau pair situé dans le lobe temporal du cerveau. Elles conduisent à la conclusion que, chez les altruistes, les amygdales ont tendance à être plus grandes et chez les psychopathes, plus petites. Le complexe amygdalien est la partie du cerveau responsable du traitement des émotions et de la peur. En 2014, Abigail Marsh publie un article dans les Actes de la National Academy of Sciences qui conclut à l'existence d'un spectre avec des altruistes extrêmes d'un côté et des psychopathes de l'autre. Elle publie également plusieurs études qui montrent que lorsque les altruistes regardent quelqu'un qui éprouve de la douleur, on observe une activité au sein des mêmes parties de leur cerveau que celles qui sont sollicitées lorsqu'ils ressentent eux-mêmes cette douleur. La conclusion est que les altruistes sont plus à même de reconnaître la peur chez les autres. Marsh mène des travaux à Georgetown avec des donateurs altruistes, en particulier des personnes qui ont donné un rein à un étranger.
Son travail avec des enfants et des adolescents a été utilisé pour montrer comment différents fonctionnements neuronaux peuvent conduire à des problèmes de comportement. Étudiant le cerveau d'enfants et d'adultes qui ont des traits psychopathiques, elle aboutit à la conclusion que ces derniers sont largement héréditaires. L'un des facteurs favorisants mis en évidence est l'influence d'une mère  intrépide, insensible à la peur. Les enfants qui affichent un comportement à risque, conclut-elle, sont plus à risque de devenir psychopathes. Ceux-ci sont difficiles à détecter car ils peuvent croire qu'ils ne sont pas différents de ceux qui les entourent. En 2017, Abigail Marsh écrit Good for Nothing, sur le sujet des altruistes et des psychopathes . Cet ouvrage a été traduit en français en 2019, sous le titre "Altruistes et psychopathes ; leur cerveau est-il différent du nôtre ?".
En 2019, Marsh étudie l'altruisme chez les donneurs de rein et de cellules souches à l'aide d'investigations comportementales et d'imagerie cérébrale. Elle emploie également ces méthodes pour étudier les causes des problèmes de comportement chez les enfants et les adolescents. La même année, elle dirige une étude qui révèle, entre autres choses, que les Américains réussissent étonnamment bien à distinguer leurs compatriotes des Australiens par des indices visuels comme la démarche, la façon de faire un signe de la main ou de sourire.

### Prix et distinctions
Abigail Marsh reçoit en 2007 le prix Richard J Wyatt Memorial du National Institute of Mental Health pour la recherche translationnelle. En 2014, elle obtient le prix Cozzarelli pour les travaux sur l'altruisme publiés dans Proceedings of the National Academy of Sciences. En 2016, elle est nommée membre de la Society for Personality and Social Psychology. En 2017, la S&R Foundation lui remet le Kuno Award for Applied Science for the Social Good. En 2018, elle reçoit le Book Prize for the Promotion of Social and Personality Science, attribué pour son livre "Fear factor" par la Society for Personality and Social Psychology.

### The Fear Factor
Cet ouvrage, publié en 2017, est le produit des recherches qu'a effectuées Abigail Marsh sur l'agression, l'altruisme et l'empathie dans le contexte des neurosciences.